# Garbage Video
Garbage Video (также известен как Home Video) — видеоальбом группы Garbage, выпущенный в форматах VHS и VCD 12 ноября 1996 года. Релиз включает в себя видеоклипы группы, снятые в период с 1995 по 1996 год. Режиссёром Garbage Video является Карен Ламонд. Продюсированием видеоальбома занималась команда Oil Factory.

## Список композиций
1. «Vow» — 4:30
2. «Only Happy When It Rains» (североамериканская версия) — 3:56
3. «Queer» — 4:36
4. «Stupid Girl» — 4:18
5. «Sleep» (бонус-трек)
6. «Milk» — 3:53

## Участники записи
Garbage
- Ширли Мэнсон — вокал, гитара
- Дюк Эриксон — гитара, клавишные
- Стив Маркер — гитара, клавишные
- Бутч Виг — ударные, эффекты, микширование

Режиссёры видеоклипов
- Сэмюэль Бейер («Vow», «Only Happy When It Rains» и «Stupid Girl»)
- Стефан Седноуи («Queer» и «Milk»)
- Карен Ламонд («Sleep»)

Ремиксеры
- «Queer»: Дэнни Сейбер и Rabbit in the Moon
- «Stupid Girl»: Дэнни Сейбер и Red Snapper

## Позиции в чартах
| Чарт (1996)                      | Высшая позиция |
| -------------------------------- | -------------- |
| США Top Music Videos (Billboard) | 10             |

## История релиза
| Дата           | Территория     | Лейбл                | Формат |
| -------------- | -------------- | -------------------- | ------ |
| 12 ноября 1996 | США            | Almo Sounds / Geffen | VHS    |
| 9 декабря 1996 | Австралия      | White Records        | VHS    |
| 9 декабря 1996 | Великобритания | Mushroom Records UK  | VHS    |
| 17 марта 1997  | Европа         | BMG                  | VHS    |
| 17 марта 1997  | Гонконг        | BMG Hong Kong        | VCD    |